# Frieden von Roskilde

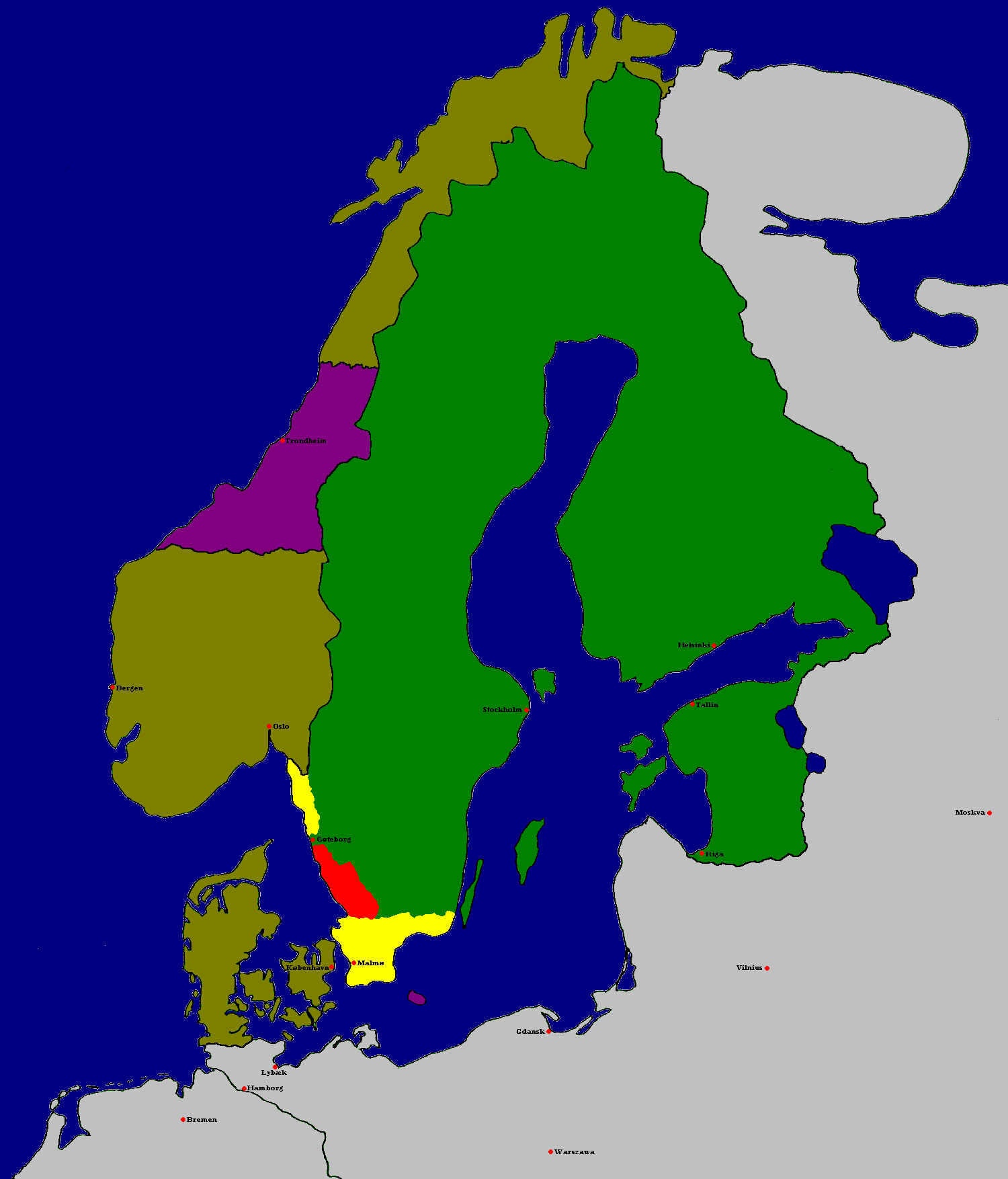
Schwedische Gebietsgewinne im Frieden von Roskilde, mit den Gebieten des Friedens von Brömsebro 1645 und den im Frieden von Kopenhagen 1660 wieder zurückgefallen violetten Gebieten.

Der Frieden von Roskilde  wurde am 26. Februarjul. / 8. März 1658greg. zwischen Dänemark-Norwegen und Schweden geschlossen. Er führte vorerst zum Ausscheiden Dänemarks aus der Koalition gegen Schweden unter Karl X. Gustav im Zweiten Nordischen Krieg.
Dänemark musste seinen Besitz im heutigen Südschweden räumen. Schweden erhielt dadurch mit den Landschaften Schonen, Blekinge und Halland (Skåneland) Zugang zum Öresund und zum Kattegat. Halland war bereits im Frieden von Brömsebro im Jahr 1645 für 30 Jahre an die Schweden gefallen. Zudem gewann Schweden die norwegischen Provinzen Bohuslen, Trondhjems len und Romsdal sowie die dänische Ostseeinsel Bornholm mit Ertholmene.
Im Frieden von Kopenhagen gingen Trondheim und Bornholm (mit Ertholmene) 1660 wieder in dänischen Besitz über; Schweden erhielt im Gegenzug die bis dahin dänische Insel Ven.
Der Paragraf 9 des Friedensvertrages sah vor, dass die Rechte, Privilegien und Freiheiten der Einwohner der an Schweden abgetretenen dänischen Landesteile unangetastet bleiben sollten. Trotzdem setzte eine umfassende Schwedisierung Schonens, Blekinges und Hallands ein.